# 한국스마트그리드사업단
한국스마트그리드사업단(韓國-事業團, Korea Smart Grid Institute, KSGI)은 저탄소 녹색성장의 핵심정책인 스마트그리드 사업을 체계적으로 지원하고 그린에너지기술 혁신을 통해 신성장동력으로 육성하여 국민의 삶의 질 향상과 국가경제발전에 기여하기 위하여 설립된 재단법인이다. 이사회는 비상근인 이사장을 포함한 11인의 이사와 1인의 감사로 구성되며 이사 중 당연직 이사 8인은 산업통상자원부 전력진흥과장, 한국전력공사 부사장, 한국산업기술시험원장, 한국전력거래소 이사장, 한국전기연구원장, 한국에너지기술평가원장, 전자부품연구원장 및 한국스마트그리드사업단장 등이 겸임한다. 스마트그리드국제협의체(International Smart Grid Action Network ; ISGAN)의 사무국 업무를 맡고 있으며 스마트그리드국제협의체 사무국장은 산업통상자원부장관 에너지자문관이 겸임한다.서울특별시 강남구 테헤란로 305, 1801호 (역삼동, 한국기술센터)에 위치하고 있다.

## 관련 규정
- 제주 스마트그리드 실증사업 운영요령[7]

## 연혁
- 2004년 12월 전력IT추진종합대책 수립 및 전력IT추진위원회(위원장: 산업자원부 장관) 구성
- 2008년 11월 중대형전략과제 Package 평가 시행(단계평가 8, 중간평가 2) 및 1개 추가 중대형전략과제 기획 및 협약
- 2009년 8월 지식경제부 산하 한국스마트그리드사업단 출범 및 제주실증단지 착공식[8]
- 2012년 1월 지능형전력망 산업진흥 지원기관 지정

## 조직

### 이사장

#### 한국스마트그리드사업단장
- 전문위원
- ISGAN 사무국

##### 사무국
- 경영기획실
  - 기획예산팀
  - 경영지원팀
- 시장확산실
- 신사업추진실
  - R&D시험팀
  - 정보보안팀

## 같이 보기
- 한국전력공사
- 전자부품연구원
- 한국산업기술시험원
- 한국에너지기술평가원
- 한국전기연구원
- 한국전력거래소
- 전력기반조성사업센터
- 전기위원회
- 대한전기협회
- 지능형전력망협회
- 한국스마트미디어학회